# Marko Milun
Marko Milun (* 28. September 1996) ist ein kroatischer Boxer im Superschwergewicht (+91 kg).

## Karriere
Marko Milun ist siebenfacher Kroatischer Meister der Jahre 2017 bis 2023. 2018 gewann er nach einer Finalniederlage gegen Aziz Mouhiidine die Silbermedaille bei der U22-Europameisterschaft, hatte den Italiener jedoch zuvor bei einem Turnier in Ungarn besiegt. Bei der EU-Meisterschaft 2018 gewann er nach einer Niederlage im Halbfinale gegen Frazer Clarke eine Bronzemedaille.
Bei den Europaspielen 2019 in Minsk gewann er erneut eine Bronzemedaille. Nach Siegen gegen Clemente Russo, Aleksei Sawatin und Micheil Bachtidse, war er im Halbfinale gegen Wiktor Wychryst ausgeschieden. Bei der anschließenden Weltmeisterschaft 2019 in Jekaterinburg unterlag er gegen Richard Torrez.
Bei der europäischen Qualifikation für die Olympischen Spiele 2020 verlor er in der Vorrunde gegen Frazer Clarke, gewann jedoch 2021 die Balkanmeisterschaft in Zagreb. Bei der Weltmeisterschaft 2021 in Belgrad unterlag er gegen Berat Acar und bei den Europaspielen 2023 in Krakau gegen Delicious Orie. 2024 gewann er mit einem Finalsieg gegen Yordan Hernández erneut die Balkanmeisterschaft in Loznica.